# Stenoeme bellarmini
Stenoeme bellarmini là một loài bọ cánh cứng trong họ Cerambycidae.